# Нишки трамвај
Нишки трамвај или Нишки трамвајски систем био је систем јавног шинског превоза у Нишу средином 20. века. Био је оперативан од 16. новембра 1930. до 10. августа 1958. До успостављања трамвајског саобраћаја Нишлије су се претходних пола века кроз град и до Нишке Бање превозиле прво рабаџијским колима, потом фијакерима, железничким шетним возом, ауто таксијем и једним правцатим аутотрамвајем са 14 седишта.

## Порекло
Трамвај је био изграђен захваљујући новцу из Немачке, за ратне репарације из Првог светског рата. Уговор о репарацији је потписан 8. новембра 1922. године. Сума од 21.274.928 динара плаћена је за постављање пруге, трамваја и трамвајске станице. Заједно са тиме, изграђене су две електричне станице и мрежа електричне енергије је проширена по граду.
Трамваји су стигли у Ниш 31. децембра 1922. године. По монографији Нишекспрес 1958-1978 и нишкој урбаној легенди, то су били половни трамваји из Берлина али се не зна ни марка ни тип. По књизи инг. Ненада Говедаровића Трамваји у Србији 1892-2008, то су били нови трамваји марке "HAWA" али се опет не наводи тип.
Удружење љубитеља нишких трамваја је пронашло оригиналне путне налоге на којима пише да су трамваји марка и тип: Бергман а да је снага у Кс: 55 + 55.

### Изградња и траса
Трамвај се кретао од трамвајске станице до Нишке бање. Током употребе система укупно је превезено отприлике 7.568.000 путника.
Изградња трамвајске пруге и остале инфраструктуре је била поверена чешкој компанији „Колбен и другови“ која је поставила трамвајске колосеке, израдила ремизу, две исправљачке станице и поставила контакту мрежу.
Радови на изградњи трамвајске пруге су почели 1928. године, под руководством нишког предузимача Сотира Благојевића (1880 – 1949), а завршени су у мају 1929. године. Саобраћај је званично успостављен у недељу 16. новембра 1930. године. Трамвај је ишао од Железничке станице (у западном делу града) до Нишке Бање. Укупна дужина трамвајске пруге је била око 12км. Возни парк се састојао од 10 трамвајских моторних кола и 5 затворених и 5 отворенх приколица.
Трамвај је имао прву и другу класу, а цене карата су биле; 1 динар (од Железничке станице до Трга краља Милана), 2 динара (од Железничке станице до Ћеле Куле) и 5 динара (од Железничке станице до Нишке Бање).
Трамвајска пруга је била једноколосечна са тринаест станица (станице су биле двоколосечне и на њима су била укрштања). Због лоше измереног угла „ускрснице“ - укрштања, са железничком пругом код Пиротске рампе, трамвај је поменутог датума саобраћао само од Пиротске рампе до Нишке Бање. Тачан датум када је недостатак отклоњен је непознат, али постоје поуздани подаци да се 1937. саобраћај одвијао целом дужином трасе . Трамвајска пруга прелазила је железничку пругу на два места: код Пиротске рампе (у Ристићевој улици) и једном код нишкобањске рампе. Исправљачке станице су се налазиле у ремизи и непосредно испред нишкобањског брда на које се пруга пење, и где је потрошња струје била највећа.
Траса трамвајске пруге је ишла од Железничке станице Призренском улицом (сада Димитрија Туцовића) поред касарне 16. пук до улице Јована Ристића (после Другог светског рата Бориса Кидрича до 1994. године када јој је враћено првобитно име). Из улице Јована Ристића трамвај је ишао средином Трга књаза Михајла (Трг ЈНА, Трг војске Југославије, данас Трг краља Александра), са кога је скретао, поред Армије, у улицу кнегиње Љубице (Октобарске револуције, сада опет под изворним именом), до Уреда где је скретао у улицу Милојка Лешјанина и њоме ишао до Трга краља Милана (Трг Ослобођења, сада опет Трг каља Милана). Са трга је пруга ишла Вождовом улицом, преко Синђелићевог трга, поред Позоришта и Среског начелства (сада суда) до Црвеног певца (раскрсница са улицом Војводе Мишића). Од Црвеног певца је пруга ишла Знепољском улицом (Булевар Браће Тасковића, сада Булевар Зорана Ђинђића), и поред мале пијаце (сада Трг Радничких савета), ремизе (на раскрсници са Зетском улицом), грађанске болнице, војне болнице и Ћеле Куле до Трошарине. Одатле је пруга ишла левом страном пута Ниш – Нишка Бања (сада булевар Светог цара Константина) до централног парка у Нишкој Бањи.
Трамвајски саобраћај је био у саставу Електричних предузећа града Ниша, предузећа које је основала и којим је управљала нишка општина.

## Укидање
Директор саобраћаја у Нишу је 1956. године изјавио да ће трамваји бити превазиђени за јавни саобраћај. У 1958. години, петнаест трамваја је склоњено из употребе и продато. Аутобуси су заменили трамваје на церемонији 10. августа.
По укидању саобраћаја 1958. године, нишки трамваји нису уништени већ је направљено уникатно ексклузивно насеље викендица од трамваја у Нишкој Бањи. Године 2007. општинске власти Нишке Бање проглашавају насеље од трамваја-викендица за ругло и уништавају све трамваје осим једног.
Последњи и једини преостали стари нишки трамвај се налази у компанији Ресор и чека да се прикупе средства за рестаурацију.
Данас, две аутобуске линије (Ледена стена - Ћеле кула и Железничка станица - Нишка бања) иду линијом трамваја.
По писању „Политике“ тог дана је преко десет хиљада нишлија дошло да испрати своје трамваје, а вожња трамвајима је тог дана била бесплатна.

## Будући планови
При крају 2009. године, град Ниш развио је план да врати трамвајску линију. Улица генерала Милојка Лешјанина и део Вождове улице би требало да буду пешачка зона. Ако се ово буде урадило, онда би се створио простор за трамваје, чак у центру града. Еколошка добит је значајна, с обзиром да аутобуси производе 21 тону .
Резултати анкете на узорку од 3.000 људи у Нишу показало је да 88,7% испитаника би волело да поново види трамвај у граду.
Удружење љубитеља нишких трамваја кренуло је са радом 2007. године а њен циљ је залагање за повратак трамвајског саобраћаја на улице Ниша, прикупљање историјског материјала у вези са старим нишким трамвајима, очување сећања на исте и помоћ у рестаурацији последњег и јединог преосталог старог нишког трамваја.